# Jordan Lotomba
Mvula Jordan Lotomba (* 29. September 1998) ist ein Schweizer Fussballspieler, der als linker Aussenverteidiger oder Mittelfeldspieler für Feyenoord Rotterdam in der niederländischen Eredivisie spielt.

## Karriere
Lotomba, der in der Schweiz geboren und angolanischer Abstammung ist, verbrachte seine Juniorenzeit beim FC Lausanne-Sport. Er gab sein Debüt in der Schweizer Super League am 24. Juli 2016 gegen den Grasshopper Club Zürich. Auf die Saison 2017/18 wechselte er nach Bern zu den BSC Young Boys, wo er drei Meistertitel gewann, ehe er nach der Saison 2019/20 zum OGC Nizza wechselte. Kurz nach Beginn der Saison 2024/25 wechselte er zu Feyenoord Rotterdam, wo er einen Dreijahresvertrag unterzeichnete.
Für die Europameisterschaft 2021 wurde er ins Kader der Schweizer Fussballnationalmannschaft berufen.

## Titel und Erfolge
BSC Young Boys
- Schweizer Meister 2018, 2019 und 2020 mit dem BSC Young Boys